# Good Vibrations (The Beach Boys)
Good Vibrations is een lied van The Beach Boys, dat op 10 oktober 1966 als single werd uitgegeven door Capitol Records. De muziek werd geschreven en geproduceerd door Brian Wilson en de teksten zijn van de hand van Wilson en Mike Love. Op de B-kant van de single verscheen de instrumentale compositie Let's Go Away for Awhile, die ook deel uitmaakte van het album Pet Sounds uit 1966.
Tien maanden na de uitgave als single verscheen het nummer op het album Smiley Smile, dat werd uitgebracht in plaats van het afgelaste Smile.

## Achtergrond
Wilson hoorde in 1966 het Beatles-album Rubber Soul en werd door deze muziek geïnspireerd tot het schrijven van Pet Sounds. Een van de nummers die hij hiervoor bedacht was "Good Vibrations". Hoewel de tekst uiteindelijk geschreven werd door Wilson en Love, werd de basis ervan gelegd door Tony Asher. Wilson had hem ingehuurd om de teksten te schrijven voor het Pet Sounds-project. Asher schreef aanvankelijk de tekst Good, good vibes, I get good vibes en wilde het lied dan ook de naam Good Vibes geven. Wilson vond echter Good Vibrations beter. Love en hij pasten de tekst uiteindelijk aan.
In het lied beschrijven Love en Wilson hoe een jongen smoorverliefd is op een meisje: "I'm picking up good vibrations, she's giving me the excitations". Vibrations, vibes zijn in deze gevoelens, de atmosfeer en stemming voor de term die in de jaren '60 werd gebezigd onder Amerikaanse hippies.

### Opnames
Good Vibrations werd niet gebruikt voor het album Pet Sounds, omdat Wilson van mening was dat het nummer nog niet af was. Na het afronden van dat album ging hij met dezelfde muzikanten opnieuw de studio in. In zes maanden tijd maakte hij het nummer af. De opnamen kostten in totaal vijftigduizend Amerikaanse dollar en hij had ruim zeventig uur aan tape nodig om alles op te nemen. Het nummer is opgebouwd uit delen die afzonderlijk werden opgenomen in zeventien sessies. Zo vertelde drummer Hal Blaine hierover dat een aantal van de studiomuzikanten tijdens de opnamen de zangpartijen nog niet gehoord hadden. De duur van de sessies, die plaatsvonden in drie verschillende studio's, varieerde van tien minuten tot zes uur.

## Ontvangst
In 1966 werd de band voor Good Vibrations genomineerd voor een Grammy Award en in 1994 werd het opgenomen in de Grammy Hall of Fame. Het Britse muziekblad Mojo publiceerde in december 1997 een lijst van de beste singles ooit, met Good Vibrations op de derde plek. Het Amerikaanse muziektijdschrift Rolling Stone plaatste Good Vibrations in 2004 op de zesde plaats in een lijst van The 500 Greatest Songs of All Time. Het verscheen tevens in een door de Rock and Roll Hall of Fame samengestelde lijst van liedjes die het muziekgenre rock-'n-roll vormgaven.

## Mono versus stereo
Toen in 1997 het album Pet sounds voor het eerst in echt stereo werd gemixt verwachtten veel fans dat ook Good Vibrations in stereo op de eerstvolgende compilatie zou verschijnen. Dit bleek niet het geval te zijn.
Van de song is dus nooit een officiële stereomix gemaakt, wel verscheen er in 2002 een verzamelaar van Disky genaamd Radio 192, The Radio's On - 40 Echte Radio Hits waarop een soort van stereomix staat. Waarschijnlijk gemaakt door een instrumentale stereoversie te mixen met een vocale, maar zeker is dat niet. Op het internet zwerven wel alternatieve stereomixen rond, maar het is onwaarschijnlijk dat er ooit een officiële stereomix wordt gemaakt. Voor de heruitgave van het album Smiley Smile in 2012 verscheen het nummer voor het eerst in een vorm van stereo, via nieuwe digitale technieken werden zang en instrumenten vanaf de monomaster in het stereobeeld geplaatst.

## Hitnoteringen
Van de single werden meer dan een miljoen exemplaren verkocht. De single bereikte onder meer in Engeland en de Verenigde Staten de hoogste positie in de hitlijsten. In Canada bereikte "Good Vibrations" de tweede plek. Het stond in Nederland op de vierde plaats en in België behaalde het nummer de zesde positie.
| Land                         | Hitlijst               | Datum van binnenkomst | Hoogste positie | Aantal weken | Opmerkingen |        |
| ---------------------------- | ---------------------- | --------------------- | --------------- | ------------ | ----------- | ------ |
| Vlag van Australië           | ARIA Charts            | 1966                  | 2               |              | -           |        |
| Vlag van België              | Ultratop 50            | 1967                  | 6               |              | -           |        |
| Vlag van Canada              | Canadian Singles Chart |                       | 2               |              | -           |        |
| Vlag van Duitsland           | Musikmarkt Top 100     |                       | 8               |              | -           |        |
| Vlag van Verenigd Koninkrijk | UK Singles Chart       |                       | 1               |              | -           |        |
| Vlag van Italië              | FIMI Charts            |                       | 12              |              | -           |        |
| Vlag van Oostenrijk          | Singles Top 75         | 15-02-1967            | 9               | 4            | -           | [ 11 ] |
| Vlag van Nederland           | Top 40                 | 05-11-1966            | 4               | 14           | -           | [ 12 ] |
| Vlag van Noorwegen           | Singles Top 20         | 26-11-1966            | 2               | 9            | -           | [ 13 ] |
| Vlag van Verenigde Staten    | Billboard Hot 100      |                       | 1               |              | -           |        |

### Top 40
| "Good Vibrations" in de Nederlandse Top 40 - binnen: week 45 - 1966 | "Good Vibrations" in de Nederlandse Top 40 - binnen: week 45 - 1966 | "Good Vibrations" in de Nederlandse Top 40 - binnen: week 45 - 1966 | "Good Vibrations" in de Nederlandse Top 40 - binnen: week 45 - 1966 | "Good Vibrations" in de Nederlandse Top 40 - binnen: week 45 - 1966 | "Good Vibrations" in de Nederlandse Top 40 - binnen: week 45 - 1966 | "Good Vibrations" in de Nederlandse Top 40 - binnen: week 45 - 1966 | "Good Vibrations" in de Nederlandse Top 40 - binnen: week 45 - 1966 | "Good Vibrations" in de Nederlandse Top 40 - binnen: week 45 - 1966 | "Good Vibrations" in de Nederlandse Top 40 - binnen: week 45 - 1966 | "Good Vibrations" in de Nederlandse Top 40 - binnen: week 45 - 1966 | "Good Vibrations" in de Nederlandse Top 40 - binnen: week 45 - 1966 | "Good Vibrations" in de Nederlandse Top 40 - binnen: week 45 - 1966 | "Good Vibrations" in de Nederlandse Top 40 - binnen: week 45 - 1966 | "Good Vibrations" in de Nederlandse Top 40 - binnen: week 45 - 1966 | "Good Vibrations" in de Nederlandse Top 40 - binnen: week 45 - 1966 |
| Week                                                                | 1                                                                   | 2                                                                   | 3                                                                   | 4                                                                   | 5                                                                   | 6                                                                   | 7                                                                   | 8                                                                   | 9                                                                   | 10                                                                  | 11                                                                  | 12                                                                  | 13                                                                  | 14                                                                  |                                                                     |
| ------------------------------------------------------------------- | ------------------------------------------------------------------- | ------------------------------------------------------------------- | ------------------------------------------------------------------- | ------------------------------------------------------------------- | ------------------------------------------------------------------- | ------------------------------------------------------------------- | ------------------------------------------------------------------- | ------------------------------------------------------------------- | ------------------------------------------------------------------- | ------------------------------------------------------------------- | ------------------------------------------------------------------- | ------------------------------------------------------------------- | ------------------------------------------------------------------- | ------------------------------------------------------------------- | ------------------------------------------------------------------- |
| Nummer                                                              | 32                                                                  | 20                                                                  | 10                                                                  | 6                                                                   | 4                                                                   | 5                                                                   | 8                                                                   | 8                                                                   | 9                                                                   | 11                                                                  | 13                                                                  | 20                                                                  | 29                                                                  | 38                                                                  | uit                                                                 |

### NPO Radio 2 Top 2000
| Nummer met noteringen in de NPO Radio 2 Top 2000 | '99 | '00 | '01 | '02 | '03 | '04 | '05 | '06 | '07 | '08 | '09 | '10 | '11 | '12 | '13 | '14 | '15 | '16 | '17 | '18 | '19 | '20 | '21 | '22 | '23 | '24 |
| ------------------------------------------------ | --- | --- | --- | --- | --- | --- | --- | --- | --- | --- | --- | --- | --- | --- | --- | --- | --- | --- | --- | --- | --- | --- | --- | --- | --- | --- |
| Good Vibrations                                  | 52  | 54  | 75  | 83  | 85  | 73  | 91  | 117 | 68  | 83  | 98  | 105 | 116 | 245 | 265 | 253 | 313 | 217 | 221 | 448 | 532 | 600 | 583 | 681 | 747 | 848 |

1. ↑  Een vetgedrukt getal geeft de hoogste notering aan.

### Evergreen Top 1000
| Evergreen Top 1000 "Good Vibrations" | Evergreen Top 1000 "Good Vibrations" | Evergreen Top 1000 "Good Vibrations" | Evergreen Top 1000 "Good Vibrations" | Evergreen Top 1000 "Good Vibrations" | Evergreen Top 1000 "Good Vibrations" | Evergreen Top 1000 "Good Vibrations" | Evergreen Top 1000 "Good Vibrations" | Evergreen Top 1000 "Good Vibrations" | Evergreen Top 1000 "Good Vibrations" | Evergreen Top 1000 "Good Vibrations" | Evergreen Top 1000 "Good Vibrations" | Evergreen Top 1000 "Good Vibrations" | Evergreen Top 1000 "Good Vibrations" | Evergreen Top 1000 "Good Vibrations" | Evergreen Top 1000 "Good Vibrations" | Evergreen Top 1000 "Good Vibrations" |
| Jaar                                 | 2008                                 | 2009                                 | 2010                                 | 2011                                 | 2012                                 | 2013                                 | 2014                                 | 2015                                 | 2016                                 | 2017                                 | 2018                                 | 2019                                 | 2020                                 | 2021                                 | 2022                                 | 2023                                 |
| ------------------------------------ | ------------------------------------ | ------------------------------------ | ------------------------------------ | ------------------------------------ | ------------------------------------ | ------------------------------------ | ------------------------------------ | ------------------------------------ | ------------------------------------ | ------------------------------------ | ------------------------------------ | ------------------------------------ | ------------------------------------ | ------------------------------------ | ------------------------------------ | ------------------------------------ |
| Positie                              | -                                    | -                                    | -                                    | -                                    | 47                                   | 85                                   | 65                                   | 68                                   | 80                                   | 116                                  | 206                                  | 159                                  | 180                                  | 194                                  | 226                                  | 285                                  |

## Uitgaven (selectie)
Het nummer werd meerdere keren als single uitgebracht, waaronder:
1966 - 7", Amerikaanse uitgave (Capitol 5676)A: "Good Vibrations" - 3:35
B: "Let's Go Away for Awhile" - 2:18
1966 - 7", Nederlandse uitgave (Capitol F 5676)A: "Good Vibrations" - 2:34
B: "Let's Go Away for Awhile"
1976 - 7", Britse heruitgave (CL 15875)A: "Good Vibrations"
B: "Wouldn't It Be Nice" - 2:18
1997 - 7", Britse heruitgave (Mojo 45)1: "Good Vibrations"
2: "Don't Worry Baby"
3: "God Only Knows"

## Musici
De volgende muzikanten werkten mee aan de originele versie van "Good Vibrations":
- Jimmy Bond - contrabas
- Hal Blaine - drums, percussie[5]
- Glen Campbell - gitaar[4]
- Jesse Ehrlich - cello
- Jim Gordon - drums
- Al Jardine - zang
- Bruce Johnston - zang
- Carol Kaye - basgitaar[2]
- Larry Knechtel - Hammondorgel
- Al de Lory - piano

- Mike Love - zang
- Mike Melvoin - orgel[2]
- Tommy Morgan - mondharmonica[2]
- Ray Pohlman - basgitaar
- Don Randi - klavecimbel
- Lyle Ritz - contrabas
- Paul Tanner - elektrotheremin[15]
- Brian Wilson - zang
- Carl Wilson - zang, basgitaar, percussie
- Dennis Wilson - zang, Hammondorgel

## Uitvoeringen
Naast de versie van The Beach Boys werd "Good Vibrations" onder meer door de volgende artiesten en muziekgroepen vertolkt:
- Een jaar na de uitgave van de originele single verscheen een versie van countrypianist Floyd Cramer.
- The Troggs maakten in 1974 een glamrockversie van het lied.
- In 1976 nam Todd Rundgren een cover op van "Good Vibrations".
- De Duitse punkzangeres Nina Hagen vertolkte het nummer in 1991.
- Brian Wilson nam het in 2004 opnieuw op voor zijn soloalbum Smile uit 2004.
- In 2005 ging in de Verenigde Staten een gelijknamige musical in première, met daarin een verzameling liedjes van The Beach Boys.[17]
- Lea Michele, Cory Monteith en Amber Riley zongen een aangepaste versie in de eerste aflevering van het tweeëntwintigste seizoen van de animatieserie The Simpsons.[18][19]